# الفسيولوجيا المرضية للربو
الربو هو عبارة عن مرض في مجرى الهواء والذي يمكن تصنيفه فسيولوجياً بمثابة عرقلة متغيرة وقابلة للانتكاس جزئياً لتدفق الهواء، أما باثولوجياً مع الغدد المخاطية المتطورة حالتها جداً، ستسبب الندب والالتهابات والتضيق القصبي ( وهو ضيق في مجرى الشعب الهوائية في الرئتين وذلك بسبب ضيق العضلة الملساء المحيطة) بمجرى الهواء. يسبب التهاب الشعب الهوائية ضيقاً وذلك بسبب الوذمة والتورم الناجم عن استجابة مناعية لمسببات الحساسية.

## تَضَيُّقٌ قَصَبِيّ
تؤثر المؤثرات البيئية بمجاري الهواء مثل: الدخان أو الغبار أو غبار الطلع، وكردة فعل فإن مجاري الهواء تضيق وتنتج مخاطاً زائداً مما يصعب عملية التنفس. وفي جوهرة، فإن الربو نتيجة لـ استجابة مناعية لـ الشعب الهوائية.
تعتبر المجاري الهوائية لمرضى الربو ( شديدة الحساسية ) لمحفزات معينة (انظر ادناه). (وعادة ماتصنف على أنها نوع مفرط الحساسية)، وكردة فعل للتعرض لهذه المحفزات فإن الشعيبات ( مجاري الهواء الكبيرة ) تتقلص إلى أن تتشنج ( هجوم الربو ). ويتبعه الالتهاب والذي بدوره يؤدي إلى تضييق المزيد من الشعب من الهوائية وإنتاج المخاط الزائد، ويؤدي ذلك إلى السعال ومواجهة صعوبات تنفسية وقد يزول التشنج القصيبي تلقائياً خلال ساعة أو ساعتين أو قد تكون الاستجابة متأخرة وذلك يحصل لـ حوالي 50٪ من المرضى، حيث أن الأثار الأولية تظهر بعد 3 - 12 ساعة في وقت لاحق مصحوبة بمزيد من التضيق القصيبي والالتهاب.
يحافظ الجهاز العصبي اللاإرادي على الأداء المتوازن للمقاس الطبيعي للقصبة، وكلاهما يعمل بشكل عكسي. يتكون الشريط المنعكس اللاإرادي من النهايات العصبية الواردة والتي تنشأ تحت البطانة الداخلية للقصبة، وكلما تحفزت النهايات العصبية الواردة ( فعلى سبيل المثال إذا تحفزت بالغبار والهواء البارد أو الأبخرة ) فإن المحفزات تنتقل لمركز مبهمية الدماغ الجذعية، ومن ثم تنزل للأسفل للمرر الصادر المبهمي وذلك للوصول مرة أخرى للشعب الهوائية الصغيرة.
يتم تحرير الناقل العصبي من النهايات العصبية، وتسبب هذه الناقلات العصبية تشكيلاً مفرطاً للإينوزيتول في خلايا العضلات الملساء للشعب الهوائية والتي تؤدي إلى تقصير العضلات وبهذا يبدأ التضيق القصبي.

## التهاب الشعب الهوائية
الآليات وراء حساسية الربو، (أي، الربو الناجم عن الاستجابة المناعية لاستنشاق المواد المثيرة للحساسية)، هي أفضل طريقة لفهم العوامل السببية. وتعتبر الآليات ورء حساسية الربو ( أي الربو الناجم عن الاستجابة المناعية لاستنشاق مواد مثيرة للحساسية) هي أفضل طريقة لفهم العوامل السببية. يتعرض جميع الناس لحساسية الأنف، سواء كانوا مصابين بالربو أو سليمين، وتجد الحساسية طريقها إلى المجاري التنفسية الداخلية عن طريق نوع من الخلايا المعروفة باسم الخلايا المقدمة للمستضد أو APCs . تقدم الخلايا المقدمة للمستضد قطع حساسية لخلايا الجهاز المناعي الأخرى. ولدى معظم الناس، يتم التحقق من هذه الخلايا المناعية الأخرى ( خلايا TH0 ) وعادةً مايتم تجاهل الجزيئات المسببة للحساسية، أما بالنسبة لمرضى الربو فإن هذه الخلايا تتحول لنوع مختلف من خلايا ( TH2 ) والأسباب غير مفهومة جيداً.
تُفعل خلايا (TH2) الناتجة، ذراعاً مهماً من نظام المناعة ويعرف باسم ( نظام المناعة الخلطية). ينتج جهاز المناعة الخلطية أجساماً مضادة لمسببات حساسية الأنف، وفي وقت لاحق، عندما يستنشق المريض نفس المادة المثيرة للحساسية فإن هذه الأجسام المضادة ( تميزها) وتُفعل الاستجابة الخلطية نتائج الالتهاب. ويتم إنتاج المواد الكيميائية التي تسبب تضخماً في جدار ومجرى الهواء والخلايا المنتجة تندباً لتتكاثر ولتساهم في ( إعادة تشكيل مجرى الهواء ) وبذلك فإن الخلايا المنتجة للمخاط تنمو بشكل أكبر وتنتج مزيداً من المخاط الاسمك، ويتم تنشيط الذراع بخلية من خلايا الجهاز المناعي. إن المجاري الهوائية الملتهبة تكون ردة فعلها مفرطة وستكون أكثر عرضة للتشنج القصبي.
تفترض (فرضية النظافة) بأن هناك اختلال في تنظيم أنواع خلايا TH في وقت مبكر من الحياة والذي يؤدي إلى الهيمنة على المدى الطويل على الخلايا المشاركة في الاستجابات التحسسية على مكافحة العدوى. ويقترح أن يتعرض الطفل للميكروبات في بداية حياته وأن يأخذ عدداً أقل من المضادات الحيوية وأن يعيش في أسرة كبيرة وأن يكبر في مدينة تساعد على تحفيز استجابة TH1 وتقلل من احتمالية الإصابة بالربو أو تطور الربو. ويرتبط الربو مع محفز التخثر في فراغ قصبي سنخي.

## المحفزات
-المواد المثيرة للحساسية من الطبيعة، وعادة الاستنشاق والذي يشمل النفايات من الآفات المنزلية الشائعة، وعث الغبار والصراصير، وكذلك حبوب لقاح العشب، وجراثيم العفن، والخلايا الظهارية للحيوانات الأليفة.
-تلوث الهواء في الأماكن المغلقة من المركبات العضوية المتطايرة، بما في ذلك العطور والمنتجات المعطرة والصابون وسوائل غسل الاطباق ومنظفات الغسيل ومطهر النسيج والمناديل الورقية والمناشف الورقية وورق التواليت والشامبو ومثبتات الشعر وجل الشعر ومستحضرات التجميل وكريم الوجه وكريم الشمس ومزيل العرق وكولونيا وكريم الحلاقة ومحلول الكولونيا والهواء المعطر والشموع والمنتجات التي تعتمد على النفط مثل الطلاء .
-الأدوية وبما في ذلك الأسبرين ومضادات β الأدرينالية (حاصرات بيتا) والبنسلين.
-الحساسية الغذائية من بعض الأطعمة مثل الحليب والفول السوداني والبيض. وعلى الرغم من ذلك فإن الربو نادراً مايكون عرضاً ولا يعتبر جميع الناس الذين لديهم حساسية من الطعام أو حساسية أخرى مصابون بالربو.
-يمكن أن يسبب الكبريتيت حساسية الربو في رد فعله على ابتلاع أو استنشاق الكبريتيت، والتي تضاف إلى الأغذية والنبيذ كمواد حافظة.
-يمكن لحساسية الساليسيلات ان تسبب الربو للأشخاص الحساسيين. ويوجد الساليسيلات الطبيعي في كثير من الأطعمة الصحية. والأسبرين أيضا ساليسيلات. 
-يرتبط استخدام الوقود الأحفوري بحساسية تلوث الهواء مثل الأوزون والضباب الدخاني وثاني أكسيد النيتروجين، وثاني أكسيد الكبريت، والتي يعتقد بأنها واحدة من الأسباب الرئيسية لارتفاع معدل انتشار الربو في المناطق الحضرية.
-المركبات الصناعية المختلفة (مثل التولوين الدي إيزوسيانات) وغيرها من المواد الكيميائية، ولا سيما الكبريتيت. حمامات السباحة المزودة بمادة الكلور تولد الكلورامينات- المونوكورمين (NH2Cl) والكلورامين (NH2Cl) وثلاثي الكلورامين (NCl3) -في الهواء حولهم، والذين يعرفون بأنهم يسببون الربو.
-العدوى في مرحلة الطفولة المبكرة، التهابات الجهاز التنفسي العلوي الفيروسية خاصة. الأطفال الذين يعانون من التهابات الجهاز التنفسي المتكررة قبل سن السادسة هم أكثر عرضة لتطور مرض الربو، وخاصة إذا كان أحد الوالدين يعانون من هذه الحالة. ومع ذلك، فإن الأشخاص في أي سن يمكن أن يصابوا بالربو وذلك بسبب البرد والتهابات الجهاز التنفسي الأخرى وقد يكون السبب من محفزات من فئة أخرى طبيعية كـحبوب اللقاح، وتغيب وقت الإصابة. وفي كثير من الحالات، قد لا يحدث الربو الخطير حتى تكون المرحلة عدوى الجهاز التنفسي متراجعة، والشخص يبدو في حالة تحسن. وأكثر المحفزات شيوعاً للأطفال، هي الأمراض الفيروسية مثل تلك التي تسبب نزلات البرد.
تؤثر ممارسة الرياضة وكذلك الاستخدام الكثيف على الجهاز التنفسي، وتختلف الآثار إلى حد ما عن تلك المحفزات الأخرى، وذلك لأنها وجيزة. ويعتقد أن تكون في المقام الأول ردا على التعرض للظهارة الهوائية للبرد والهواء الجاف.
يمكن أن تؤدي التغيرات الهرمونية في الفتيات المراهقات والنساء البالغات (المرتبطة بالدورة الشهرية) إلى تفاقم الربو. ويعاني بعض النساء أيضا من تجربة تفاقم الربو أثناء الحمل حين أن البعض الآخر لايجد أي تغييرات كبيرة، ويتحسن لدى نساء أخريات الربو خلال فترة الحمل.
الإجهاد النفسي، هناك أدلة متزايدة على أن الضغط النفسي هو الزناد. ويمكن أن يغير الجهاز المناعي، مما يتسبب في زيادة الاستجابة الالتهابية لمسببات الحساسية والملوثات. 
من الممكن أن يؤدي الطقس البارد إلى صعوبة في التنفس لدى المرضى. ويختلف من شخص لأخر إذا كان العلو المرتفع يساعد أو يفاقم مشكلة الربو، ولا زال الموضوع قابل للنقاش.

## النشوء المرضي
المشكلة الأساسية في الربو تبدو كـ مناعة : فإن الأطفال الصغار في المراحل الأولى تظهر لديهم علامات للالتهاب المفرط في مجرى الهواء. وتعطي النتائج الوبائية مؤشرات على المرض: فقد ازدادت حالات الربو حول العالم، ويشيع بشكل أكبر في البلدان الغنية.
في عام 1968، وصف اندرو شنتيفاني ( نظرية بيتا الأدرينالين للربو) والتي تعتبر انسداد لمستقبلات بيتا 2 لخلايا العضلات الملساوية الرئوية والتي تسبب الربو. نظرية بيتا الأدرينالية لشنتيفاني هي عبارة عن اقتباس كلاسيكي من فهرس الاقتباس العلمي وقد اقتبس أكثر من مرة على تاريخ مجلة الحساسية والمناعة السريرية. وفي عام 1995 أثبت شتايفاتي وزملاؤه أن IgE تحجب مستقبلات بيتا 2. وكذلك إن الأمر الأساسي في الإصابة بجميع الأمراض التأتبية هو الإفراط في إنتاج IgE2 ، ولقد كانت لحظة فاصلة في تاريخ العالم من الحساسية.

## الربو وانقطاع التنفس اثناء النوم
ومن المعترف به على نحو متزايد، أن المرضى الذين يعانون من توقف التنفس أثناء النوم والربو كثيرا ما تتحسن حالتهم بشكل هائل عندما يتم تشخيص توقف التنفس أثناء النوم وعلاجه. يعتبر ضغط مجرى الهواء الإيجابي المستمر (CPAP) غير فعالاً للمرضى الذين يعانون من الربو الليلي فقط.

## داء الجزر المعدي المريئي والربو
إذا وجد مرض الجزر المعدي المريئي ( GERD ) فإن المريض قد يعاني من نوبات متكررة حادة وتصعب عملية التنفس .وقد تصعب سيطرة (GERD) على الربو، ولكن وفقاً لأحد الدراسات فإنه لا يؤثر على الربو. وعندما يكون هناك اشتباه سريري بالإصابة بـ GERD ويقييم على أنه سبباً للربو فإنه يطلب رصد لدرجة حموضة المريء لتأكيد التشخيص وتحديد العلاقة بين GERD والربو.